# 2-Octyl cyanoacrylate
 2-Octyl cyanoacrylate là một este cyanoacrylate thường được sử dụng như một chất kết dính đóng băng vết thương (dưới nhãn hiệu Dermabond). Nó có liên quan chặt chẽ với octyl cyanoacrylate.